# Tirista
Tirista là một chi bướm đêm thuộc họ Sesiidae.

## Các loài
- Tirista argentifrons  Walker, [1865]
- Tirista praxila  Druce, 1896